# Enslev Sogn (Norddjurs Kommune)
 For alternative betydninger, se Enslev Sogn. (Se også artikler, som begynder med Enslev Sogn)
Enslev Sogn er et sogn i Norddjurs Provsti (Århus Stift).
I 1800-tallet var Enslev Sogn anneks til Hammelev Sogn. Begge sogne hørte til Djurs Nørre Herred i Randers Amt. Hammelev-Enslev sognekommune blev ved kommunalreformen i 1970 indlemmet i Grenaa Kommune, som ved strukturreformen i 2007 indgik i Norddjurs Kommune.
I Enslev Sogn ligger Enslev Kirke.
I sognet findes følgende autoriserede stednavne:
- Brøndhøj (areal)
- Enslev (bebyggelse, ejerlav)
- Kirial (bebyggelse, ejerlav)
- Kolindsund (areal, ejerlav)
- Kristiansminde (bebyggelse)
- Nylandsbakke (areal)
- Over Slemming (bebyggelse, ejerlav)
- Vesterkær (bebyggelse)